# Dancin' Days (canção)
"Dancin' Days" é uma canção gravada pelo girl group brasileiro As Frenéticas para seu segundo álbum, Caia na Gandaia (1978), responsável por tornar a banda conhecida nacionalmente. A canção foi composta por Nelson Motta e Ruban e produzida por Liminha, com a direção artística de Marco Mazzola. A canção foi tema de abertura da telenovela brasileira Dancin' Days.
A canção superou o sucesso do single anterior, "Perigosa", transformando As Frenéticas na sensação musical daquele momento, e a canção num dos maiores clássicos da música brasileira. Dancin' Days pode ser considerada uma das poucas composições eletrônicas brasileiras de música disco.
Por estar apostando muito na canção, o produtor Marco decidiu gravar a base instrumental em Los Angeles, com o produtor e arranjador John D'Andrea, o guitrarista Jay Graydon, o baterista Jeff Porcaro e o percussionista Paulinho da Costa.

## Formatos e faixas
#7 - Brasil
1. "Dancin' Days" (Extended Version) - 5:25
2. "Dancin' Days" - 3:25

#7 - Portugal
1. "Dancin' Days" - 3:25
2. "A Noite da Lua Cheia"

## Outras versões

### Versão de Lulu Santos
Em 1996, o cantor brasileiro Lulu Santos lançou o single duplo "Cadê Você" e "Dancin' Days". As duas canções estão presentes no álbum Anticiclone Tropical (1996). A canção esteve presente na trilha sonora da telenovela brasileira Salsa e Merengue da Rede Globo.

#### Formatos e faixas
CD single - Brasil
1. "Cadê Você?" (Do-Re-Mix 12" Radio) - 3:46
2. "Cadê Você?" (Do-Re-Mix 12" Vocal) - 6:43
3. "Cadê Você?" - 4:36
4. "Cadê Você?" (Do-Re-Mix Instrumental) - 4:36
5. "Cadê Você?" (Twilo Vocal Mix) - 4:36
6. "Cadê Você?" (Twilo Dub) - 4:36
7. "Dancin' Days" (Club Mix) - 6:06
8. "Dancin' Days" (Discoteque Space Mix) - 5:18
9. "Dancin' Days" (Club Mix Radio Edit) - 4:28

### Versão de SNZ
O girl group brasileiro SNZ, regravou a canção para o seu primeiro álbum de estúdio, intitulado SNZ (2000). A canção foi lançada como segundo single do álbum, e foi o primeiro single a ter um videoclipe lançado na TV. O videoclipe conta com as meninas numa danceteria, dançando e se divertindo, em meio a muita gente.
A versão, segundo Rodrigo Faour, do "Cliquemusical", ficou "irreconhecível".  Ao contrário de "Longe do Mundo", "Dancin' Days" não se tornou um grande sucesso, mas figurou no Top 10 das paradas de sucesso, enquanto que o seu clipe foi bem executado.[carece de fontes?]

### Posições
| Paradas (2000)          | Posições |
| ----------------------- | -------- |
| Brasil — Hot 100 Brasil | 71       |

### Outras regravações
- A cantora Claudia Leitte apresentou as canções nas turnês O Samba Tour (2010), Rhytmos Tour (2010), Claudia Leitte Tour (2011-2012), Sambah Tour (2012-2013) e Corazón Tour (2016).